# Jeannette Rankin
Pour les articles homonymes, voir Rankin.
Jeannette Rankin (née le 11 juin 1880 à Grant Creek, près de Missoula dans le Montana, et morte le 18 mai 1973 à Carmel-by-the-Sea, en Californie) est la première femme élue à la Chambre des représentants américaine, où elle siège de 1917 à 1919 et de 1941 à 1943, pour l’État du Montana, comme membre du Parti républicain.
Pacifiste, elle est la seule parlementaire à avoir voté deux fois contre l'entrée en guerre des États-Unis, dans la Première Guerre mondiale en 1917 et dans la Seconde Guerre mondiale au lendemain de l'attaque de Pearl Harbor le 8 décembre 1941,. 
Tout au long de sa longue carrière et de sa vie, elle défend les droits des femmes, notamment les droits civiques, grâce à son engagement dans diverses associations et fédérations. Elle est notamment l'une des voix essentielles dans la création du texte qui devient plus tard le dix-neuvième amendement de la Constitution des États-Unis, accordant au niveau fédéral le droit de vote aux femmes.

## Biographie

### Jeunesse
Jeannette Rankin naît le 11 juin 1880 près de Missoula dans le Montana, 9 ans avant que ce territoire ne devienne un État fédéré. Sa mère (Olive Pickering) est une institutrice et son père (John Rankin), un immigrant du Canada d'origine écossaise, est charpentier et fermier. Elle est l'aînée d'une famille comprenant 6 enfants, dont 5 filles et un garçon, Wellington D. Rankin, qui devient procureur général du Montana et juge assesseur de la Cour suprême du Montana,.
Durant sa jeunesse, passée au ranch à s'occuper des travaux ménagers et fermiers ainsi qu'à s'occuper de ses plus jeunes sœurs, Rankin observe que bien que les femmes travaillent autant que les hommes, elles n'ont pas de droits politiques, ni le droit de vote.
Après des études secondaires, Jeannette Rankin fait ses études à l'Université du Montana, et obtient en 1902 un diplôme en biologie. Elle n'embrasse pas tout de suite une carrière politique, mais exerce plusieurs métiers : couturière, conceptrice de mobilier, institutrice. Après la mort de son père, survenue en 1904, Rankin se charge d'élever ses frères et sœurs.

### Militantisme pour le droit de vote des femmes
Jeannette Rankin déménage à San Francisco, alors qu'elle est âgée de 27 ans, afin de devenir travailleuse sociale. Consciente d'avoir trouvé sa vocation dans ce domaine encore naissant, elle s’inscrit à la New York School of Philanthropy, dont elle suit les cours de 1908 à 1909. Son premier emploi l'envoie à Spokane, puis elle déménage à Seattle et assiste aux cours de l'Université de Washington. 
C'est là que Jeannette Rankin commence à s'impliquer dans le mouvement pour le droit de vote des femmes. En novembre 1910, les électeurs de l’État de Washington avait approuvé l’amendement à leur constitution permettant le droit de vote des femmes, devenant le 5e état à leur donner des droits politiques. Jeannette Rankin retourne à New York et devient une des organisatrices du Woman Suffrage Party de New York. De nombreuses organisations new-yorkaises consacrées au problème du droit de vote des femmes s'allient alors pour faire passer un projet de loi : c'est Jeannette Rankin qui coordonne cette campagne fructueuse. Elle s'en va également à Washington pour parler aux membres du Congrès de l'Association nationale pour le suffrage des femmes américaines (National American Woman Suffrage Association).
Jeannette Rankin retourne dans le Montana en février 1911, et devient la première femme à réclamer le droit de vote des femmes devant la législature du Montana. Elle exerce des postes de plus en plus importants au sein des organisations de suffragettes, jusqu'à être élue présidente de la Women's Suffrage Association du Montana et secrétaire générale de la National American Woman Suffrage Association (NAWSA).
En s'appuyant sur les communautés locales, Jeannette Rankin remporte l'adhésion pour sa cause, et le Montana vote un amendement donnant aux femmes le droit de vote sans restrictions, en novembre 1914. Elle s’appuiera sur ces mêmes organisations communautaires pendant sa campagne électorale de 1916. Outre le Montana et New York, elle défend également le droit de vote des femmes dans l’état du Dakota du Nord.
Jeannette Rankin tracera plus tard une comparaison entre sa conviction concernant le droit de vote des femmes et sa volonté de promouvoir le pacifisme dans les relations internationales, conviction qui a traversé toute sa carrière politique. Elle pensait ainsi, comme beaucoup de suffragette de cette époque, que la corruption et le dysfonctionnement du système politique américain résultait de la non-participation des femmes à la vie politique. Lors d'une conférence sur le désarmement dans l'entre-deux-guerres, elle déclare :
« The peace problem is a woman's problem »
« Le problème de la paix est le problème des femmes. »

### Carrière politique

#### Premier mandat
La première campagne de Jeannette Rankin pour l'un des deux sièges de représentants du Montana en 1916 est gérée et financée par son frère Wellington, membre influent du Parti républicain dans le Montana. Elle se déplace beaucoup afin d'aller à la rencontre de la population extrêmement dispersée de l’État. Elle prononce des discours dans des gares, aux coins des rues, dans des soupes populaires ou de petites écoles éloignées de tout. Elle s'affirme comme progressiste, et met l'accent sur le droit de vote des femmes, l'action sociale et la prohibition,. Au sein du Parti républicain, parmi les huit candidats, c'est Jeannette Rankin qui reçoit le plus de voix. Puisque le scrutin est plurinominal et majoritaire, ce sont les deux candidats ayant remporté le plus de voix qui sont élus ; Jeannette Rankin est 2e en nombre de voix, et devient ainsi la première élue de la Chambre des représentants. Sa campagne et son élection furent l'objet d'un intérêt considérable dans tous les États-Unis, et elle aurait reçu plusieurs demandes en mariage de ce fait.
Peu après le début de son mandat, en avril, le Congrès est réuni de manière extraordinaire, afin de déterminer la réponse à la guerre sous-marine totale de l'Allemagne. Le 2 avril 1917, le président Woodrow Wilson, demande au cours d'une session commune des deux chambres à ce qu'elles « [rendent] le monde sûr pour la démocratie », en déclarant la guerre à l'Allemagne. Après un long débat, le Congrès vote pour déclarer la guerre le 6 avril 1917 à 3 heures du matin. Parmi les 50 votes d'opposition, celui de Jeannette Rankin : « Je veux soutenir mon pays », dit-elle, « mais je ne peux voter pour la guerre ». Elle ajoutera beaucoup plus tard : « J'ai pensé que c'était la première fois qu'une femme élue avait une chance de s'opposer à la guerre, et que je me devais de le faire ». Et même si 49 autres représentants et 6 sénateurs ont également voté contre l’entrée en guerre, c'est le vote de Jeannette Rankin qui est médiatisé et critiqué. Certains pensent alors que ce vote discrédite à la fois le mouvement des suffragettes et sa position au Congrès ; mais d'autres l'applaudissent, dont Alice Paul, du National Woman's Party, et le représentant de New York Fiorello LaGuardia.
Pendant son mandat, Jeannette Rankin prône l’amélioration des conditions de travail des ouvriers. À la suite de la catastrophe minière survenue à Butte (Montana) le 8 juin 1917, les ouvriers lancent un appel à une grève générale. Elle tenta d'intervenir, mais les compagnies minières ne voulurent recevoir ni les délégations de mineurs ni Jeannette Rankin, et son projet de loi sur les conditions de travail fut un échec. Elle eut plus de succès lorsqu'elle se pencha sur le cas des employés du Bureau of Engraving and Printing : elle écouta attentivement leurs griefs concernant les heures supplémentaires et la cadence très élevée, et elle engagea la journaliste d'investigation Elizabeth Watson. Grâce à ses efforts pour attirer l'attention sur leurs conditions de travail, le secrétaire du Trésor William McAdoo demanda une inspection et passa finalement la journée de travail à 8h.
Durant l'année 1917, quelque 40 États avaient d'ores et déjà donné aux femmes le droit de vote. Jeannette Rankin continue pendant son mandat de mener le combat pour le suffrage universel. Sa présence fut décisive au moment de la création du Comité sur le Suffrage féminin : elle en fut l'une des membres fondateurs. En janvier 1918,  le Comité rend son rapport au Congrès et Jeannette Rankin s'implique dans le débat sur l'amendement pour le suffrage universel. Le texte est voté à la Chambre mais échoue à convaincre le Sénat ; en 1919, le même projet de loi est voté par les deux chambres. Après la ratification par les 3/4 des États, le texte devient le dix-neuvième amendement de la Constitution des États-Unis.
Pendant le mandat de Jeannette Rankin, le législateur de l'État du Montana remplaça la circonscription unique à deux représentants pour deux circonscriptions uninominales. Se sachant condamnée à échouer si elle se présentait pour un 2e mandat dans la circonscription d'obédience largement démocrate qui lui était assignée, Jeannette Rankin choisit de se présenter aux élections sénatoriales. Cependant elle ne gagne pas les primaires du Parti républicain, et se présente sous l’étiquette du National Party (en). Elle termine 3e, derrière le candidat républicain et le précédent sénateur démocrate Thomas J. Walsh.

#### Entre-deux-guerres

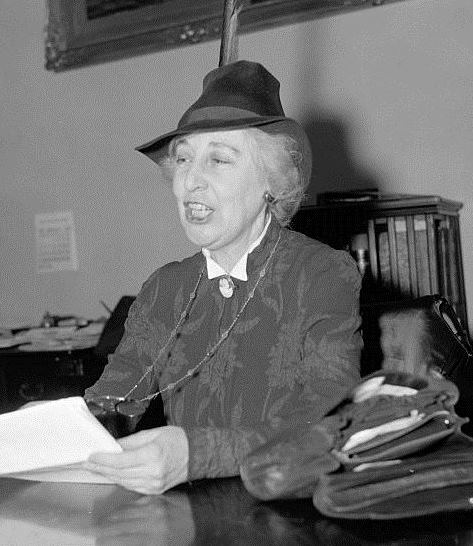
Jeannette Rankin protestant contre la fortification de Guam devant le Comité des affaires navales en 1939.

Après son départ du Congrès, Jeannette Rankin devint secrétaire de la National Consumers League et travailla à étendre l'influence de plusieurs organisations pacifistes. Elle milite en faveur d'un amendement interdisant le travail des enfants, et soutient la loi sur l'hygiène, la maternité et la petite enfance (Sheppard–Towner Act), premier programme fédéral créé explicitement à l'intention des femmes et des enfants. Cette loi fut mise en œuvre en 1921, mais fut abrogée 8 ans plus tard.
En 1924, elle achète une ferme en Géorgie. Elle vit de manière très simple, car la ferme n'était pas reliée aux réseaux d'électricité ou d'eau courante. Elle reste cependant propriétaire au Montana. Elle se déplace souvent pour des conférences sous l'égide de la Women's Peace Union et du National Council for the Prevention of War (NCPW). Elle fonde en 1928 la Société pacifiste de Géorgie (Georgia Peace Society) dont elle se sert comme base de sa campagne pacifiste, jusqu'à la dissolution de la société en 1941 au début de la Seconde guerre mondiale. Jusqu'en 1937, Jeannette Rankin croit qu'une deuxième guerre en Europe est grandement improbable, et que l'Allemagne et l'Italie vont choisir la voie diplomatique. Elle s'oppose aux efforts du président Franklin D. Roosevelt pour aider les Britanniques, et témoigne devant plusieurs comités parlementaires de son opposition aux multiples mesures de préparation à la guerre. Lorsqu'il apparut que ses efforts étaient relativement inefficaces, Jeannette Rankin démissionne de son poste au NCPW et annonce qu'elle souhaite se présenter aux élections pour redevenir représentante à la Chambre.

#### Deuxième mandat
Jeannette Rankin commence sa campagne électorale en 1939  en se déplaçant dans les lycées du Montana. Elle réussit à prononcer des discours dans 52 lycées sur les 56 que comptait le 1er district du Montana, renforçant ainsi ses liens avec cette région qu'elle avait délaissée pour la Géorgie. Comme pour sa première campagne, elle put s’appuyer sur le réseau tissé par son frère, même si leurs divergences d'opinions politiques et de modes de vie s'étaient creusées. 
Lors des primaires de juin 1940, Jeannette Rankin, alors âgée de 60 ans, bat le titulaire Jacob Thorkelson, antisémite notoire. Lors de l’élection générale, elle gagne contre le précédent représentant, Jerry J. O'Connell. Elle fut nommée à la Commission aux ressources naturelles et à la Commission aux affaires insulaires. Pendant ce temps, aussi bien les parlementaires que leurs électeurs pesaient le pour et le contre sur la question de l'entrée en guerre des États-Unis dans la Seconde Guerre mondiale ; mais l'attaque japonaise sur Pearl Harbor le 7 décembre 1941 provoqua un choc et fit taire quasiment toute opposition à l'intervention américaine.
Le 8 décembre, des deux chambres, Jeannette Rankin fut la seule parlementaire à voter contre l'entrée en guerre des États-Unis contre le Japon. Au moment de son vote, on la conspua du haut de la galerie ; plusieurs de ses collègues, notamment le parlementaire républicain Everett Dirksen, lui demandèrent de changer son vote pour que l'entrée en guerre soit unanime - ou en tout cas, de s'abstenir, mais elle refusa. Elle déclara : « Parce que je suis une femme, je ne peux aller me battre, et je refuse d'y envoyer quelqu'un d'autre ».
Immédiatement après le vote, une nuée de journalistes suit Rankin, jusque dans le vestiaire. Elle fut obligée de se cacher dans une cabine téléphonique jusqu'à ce que la police du Capitole arrive pour l'escorter à son bureau,, où elle fut aussitôt inondée de télégrammes et appels téléphoniques malveillants. Son frère lui envoie un télégramme où il la prévient que « Le Montana tout entier est contre toi ». Jeannette Rankin n'éprouve aucun remords. « Tout le monde savait que j'étais pacifiste, et ils m'ont élue », et elle ajoute : « J'ai voté comme les mères qui m'ont élue auraient voulu que je vote ». Le jour suivant, une photo montrant Rankin confinée dans la cabine téléphonique, appelant à l'aide, fait le tour des journaux nationaux.
Si son action est moquée dans la presse, certains, comme un journaliste du Kansas pour l' Emporia Gazette, saluent son courage :
« Probably a hundred men in Congress would have liked to do what she did.  Not one of them had the courage to do it.  The Gazette entirely disagrees with the wisdom of her position.  But Lord, it was a brave thing!  And its bravery someway discounted its folly.  When, in a hundred years from now, courage, sheer courage based upon moral indignation is celebrated in this country, the name of Jeannette Rankin, who stood firm in folly for her faith, will be written in monumental bronze, not for what she did, but for the way she did it. »
« Au moins une centaine de parlementaires auraient aimé faire ce qu'elle a fait. Mais aucun n'avait le courage de le faire. La Gazette n'approuve pas son raisonnement et son vote. Mais il faut reconnaître le courage du geste ! Et cette bravoure masque un peu la folie. Dans cent ans, lorsqu'on célèbrera le courage, le véritable courage, celui qui vient d'une indignation réelle, le nom de Jeannette Rankin, qui s'est follement accrochée à ses idéaux, sera écrit en premier : non en raison du pourquoi mais en raison du comment l'a-t-elle fait. »
— William Allen White cité dans Gayle Corbett Shirley, p. 105-106.
Moins de trois jours plus tard, le Congrès vote sur l'entrée en guerre contre l'Allemagne et l’Italie ; cette fois Jeannette Rankin s'abstient. Consciente de l'échec de sa carrière politique, elle ne se représente pas en 1942. Lorsqu'on lui demanda des années plus tard si elle avait regretté son vote, Rankin répondit : « Jamais. Si vous êtes opposé à la guerre, vous êtes opposé à la guerre tout le temps, quelles que soient les circonstances. C'est une mauvaise méthode pour régler un conflit. ».

#### Après le Congrès
Pendant les 20 années qui suivent, Jeannette Rankin voyage à travers le monde, et notamment en Inde, où elle s'imprègne des enseignements du Mahatma Gandhi. Elle reste propriétaire dans le Montana, et de sa maison en Géorgie.

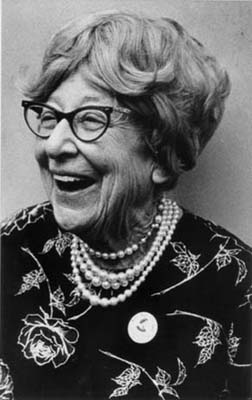
Jeannette Rankin en 1973.

Dans les années 60 et 70, une nouvelle génération de féministes, pacifistes et militantes pour les droits civiques découvre Jeannette Rankin et ses idées, et la soutienne, ce que sa propre génération n'avait pas fait. Lors de la guerre du Vietnam, elle réussit ainsi à mobiliser des foules : en janvier 1968, la "Brigade Jeannette Rankin" (une coalition de plusieurs groupes féministes pacifistes) organise une marche sur Washington pour s'opposer à la guerre. C'est la plus grande marche sur la capitale depuis le défilé pour le suffrage féminin de 1913. Rankin prit la tête du groupe de 5000 manifestantes, depuis Union Station jusqu'au Capitole, où elles remettent une pétition pour la paix au président de la Chambre des représentants, John William McCormack. Dans le même temps, un sous-groupe dissident organise un autre événement pendant la marche de la Brigade : l'enterrement au cimetière national d'Arlington de la "féminité traditionnelle", pour attirer l'attention sur les rôles passifs dévolus aux femmes, en tant que mères ou épouses, et ce même dans les mouvements militants comme les mouvements pacifistes.
En 1972, Jeannette Rankin, alors âgée de plus de 90 ans, envisage de se représenter pour une 3e fois à la Chambre des représentants, afin de toucher un auditoire plus vaste dans son opposition à la guerre du Vietnam. Mais une affection cardiaque et des douleurs à la gorge lui font abandonner ce projet.

### Vie privée
Jeannette Rankin reste célibataire. Tout au long de sa vie, elle maintient une profonde amitié avec la journaliste et autrice Katherine Anthony, mais cette relation n'était pas sentimentale. Les biographes de Rankin s'opposent sur le sujet de son orientation sexuelle, mais s'accordent sur le fait qu'elle était bien trop occupée pour nouer des relations amoureuses ou se bâtir une famille.

### Décès et postérité

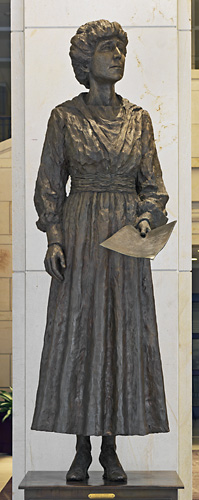
Statue de Jeannette Rankin au National Statuary Hall à Washington.

Jeannette Rankin meurt le 18 mai 1973 à l'âge de 92 ans, à Carmel en Californie. Par testament elle donne tous ses biens (et notamment sa propriété à Watkinsville en Géorgie) afin d'aider des ouvrières sans travail. La maison au Montana, appelée aussi le Rankin Ranch, fut classée au Registre national des lieux historiques en 1976. La Fondation Jeannette Rankin (nommée de nos jours le Fonds Jeannette Rankin), organisation à but non lucratif créée grâce au legs de la propriété de Watkinsville en Géorgie, remet chaque année une bourse à des femmes âgées de 35 ans ou plus disposant de faibles revenus.
Une statue de Rankin, avec à sa base l'inscription « Je ne peux voter pour la guerre », fut placée dans le Statuary Hall du Capitole en 1985. Lors de sa présentation au public l'historienne Joan Hoff-Wilson décrit Rankin comme "l'une des femmes les plus singulières et les plus controversées de l'histoire politique américaine". Une copie de la statue se trouve dans le bâtiment de la législature du Montana, à Helena. En 1993, Rankin entre dans le National Women's Hall of Fame.
En 2004, une pièce intitulée A Single Woman est mise en scène par la militante Jeanmarie Simpson, au bénéfice d'associations pacifistes. Celle-ci a également joué dans l'adaptation au cinéma de la pièce : le film était narré par Martin Sheen, et mis en musique par Joni Mitchell. L'organisation Opera America commande en 2017 un cycle de chansons sur Rankin, dont le titre est "Fierce Grace".
Jeannette Rankin laisse principalement en héritage son pacifisme, même si elle aurait préféré que ce ne fut pas le cas, comme elle le déclare en 1972 à la convention constitutionnelle du Montana :
« If I am remembered for no other act, I want to be remembered as the only woman who ever voted to give women the right to vote. »
« Si on se souvient de moi pour quelque chose, j'aimerais que ce soit parce que j'ai été la seule femme qui a pu voter pour donner à d'autres femmes leur droit de vote. »
Jusqu'à aujourd’hui, elle reste l'unique femme jamais élue au Congrès dans le Montana,.